# Kyiv Art Week
Kyiv Art Week — фестиваль сучасного мистецтва, що проводиться в Києві з 2016 року за підтримки Департаменту культури Київської міської державної адміністрації з ініціативи українських культурних інституцій та діячів.

## Історія
Вперше Kyiv Art Week пройшов у червні 2016 року. В рамках тижня були реалізовані:
- виставкові музейні і галерейні проекти,
- арт-ярмарок,
- конференція за участю міжнародних експертів,
- концерти, перформанси і світські заходи.

Серед місць проведення подій тижні були, зокрема:
- Київський національний музей російського мистецтва, де було представлено виставку із закритих фондів музею «Сади Срібного століття» і виставку з приватної колекції Давида Сігалова;
- Національний музей мистецтв імені Богдана та Варвари Ханенків, де відбувся виставковий і освітній проект Art&Science.
- Музей історії Києва з виставкою арт-групи GORSAD «Мене тут немає», що висвітлює тему ескапізму (втечі від реальності).

Виставки, що пройшли у музеях комунальної власності міста Києва в рамках проекту KyivArtWeek, відвідало понад 7 тисяч відвідувачів.

## Люди
Ініціатор фестивалю — куратор Євген Березницький.